# 北京中領航科集資詐騙案
北京中领航科集資詐騙案為中國北京市區2014年下半起爆發的傳銷類集資詐騙案，由北京电视台青年频道於2月份在電子媒體披露。該公司對外聲稱港資背景的中领航科新能源（北京）技术研究院，其實為傳銷式變化版本騙局。

## 概觀
中领航科集資傳銷詐騙案的獨特手法之處在於，它使用了清潔能源正規企業上市的題材作為包裝，傳銷商品也非傳統的化妝品或養生品，也並非空無一物的惡性老鼠會，而是一種上市公司的原始股東「股權證明書」，並許諾將來有天上市時的美好願景，股價將巨幅飆漲。利用多數民眾對於專業的公司上市規章不了解，以及相關文件從未見過於是也無法查核真偽的特性，並在網上流傳一些造假的新聞片段和開幕集資大會宣傳影片，造成層層資訊壁壘從而讓大量人受騙加入傳銷。
同時其取名類似另一家正規汽車零件企業浙江中科领航汽车电子有限公司，意圖同名造成混淆欺詐。
該公司核心產品是一種新能源電動汽車，聲稱採用永磁鐵能源轉換技術的「永磁动力双驱回馈电动汽车」，220伏充电6个小时就可以续航里程500公里。成都市电动汽车服务公司经理李锦帆表示；這根本遠遠超過目前人類科技極限，目前國外試驗室的車輛最多跑150公里，擺明是騙局，其展示中心展覽的所謂概念車其實是國產另一家永源汽车的A380車體加上來路不明的電動車零件，可以啟動行駛但無法論證其性能耗電，車體上永源汽车標示還用劣質貼紙遮蓋。
其許諾的上市前景也是疑點重重，根據中國證監會法規首先剛性要求第一條就是公司必須成立達3年，其在北京工商登記的註冊時間為2013年，不可能2015甚至更早前上市，且遞件後審核極嚴，稍有疑慮的公司都根本不可能上市，另一方面硬性規定公司體制必須有限責任改為股份有限公司其至今未能改制，且上市前夕股東不能超過200人，光此一點就證明其公眾募資人人當股東的作法不可行，涉及非法集資罪。至於其2014年底開始宣稱的在德國和歐洲上市，更是無稽之談。
最後記者發現這位傳奇發明人及集團總裁张少均，高中輟學，但其在江苏省靖江市西来镇泥桥村季家岱的老家近年卻生活闊綽，老宅翻修成了附近十里八鄉最高級的樓房。